# Громадянські та політичні права
Громадя́нські та політи́чні права́ — права та свободи, які захищають людину, громадянина від несправедливості з боку уряду й держави та забезпечують можливість брати участь в громадянському й політичному житті суспільства. Один із двох загальних видів всесвітньо визнаних прав людини. Вони забезпечують захист від держави (наприклад, право на справедливий процес, презумпцію невинуватості та свободу слова) і вимагають, щоб держава надавала певні юридичні і політичні можливості (наприклад, право голосу, право на справедливий суд присяжних). Ці права викладені в Міжнародному пакті про громадянські та політичні права і в статтях 1–21 Загальної декларації прав людини.
Основні права і свободи — це закріплені у конституції і законах держави, а також у міжнародно-правових актах права і свободи особи, які визначають сферу її автономної свободи і забезпечують задоволення нею своїх особистих інтересів.
Також їх можна визначити як можливості людей, що характеризують їхнє фізичне та біологічне існування, задоволення матеріальних та духовних потреб. Громадянські права можуть бути різними в різних суспільствах та різних епохах.
Однак за своїм змістом вони є найбільш точним, концентрованим втіленням суті природного права — свободи окремої, автономної особи. Саме тому в сучасних демократичних країнах ці права за юридичною силою не тільки не поступаються національним законам всіх рівнів, а й мають стосовно до них пріоритетну юридичну дію.
Це — природні права людини, що визнаються та закріплюються державою, гарантують їй певний рівень свободи і забезпечують фактичну можливість вільно розпоряджатися собою, гарантують невтручання в індивідуальне життя. Особиста свобода гарантує усвідомлення соціальної цінності людини та відповідне ставлення до інших людей, до суспільства у цілому. Правове закріплення цієї свободи надає можливість не лише забезпечити усвідомлене ставлення до неї суб'єкта, а й перешкодити абсолютизації відособленості особи.
Громадянські права і свободи виникають від народження та існують довічно. Вони є невідчужуваними, тобто не можуть бути обмеженими чи скасованими органами влади; не можуть бути передані або подаровані іншим суб'єктам; особа не може відмовитись від цих прав.
У Конституції України до цієї групи прав встановлені вимоги, відповідно до яких не повинні прийматися закони, які скасовували чи змінювали б громадянські права. Це є важливою гарантією непорушності гідності та свободи людини.

## Види
Окрему групу громадянських прав становлять фізичні права. Це такі можливості людини, що необхідні для її фізичного існування, для задоволення її біологічних, матеріальних потреб.
До фізичних прав і свобод людини належать:
- право на життя;
- право на свободу та особисту недоторканість;
- право на безпечне для життя і здоров'я довкілля;
- право на охорону здоров'я та медичну допомогу;
- право на достатній життєвій рівень — свій і сім'ї.

### Закріплення уміжнародному праві
Відповідно до Міжнародного пакту про громадянські і політичні права:
- право на життя (ст. 6);
- заборона піддання катуванню чи жорстокому, нелюдському або такому, що принижує гідність, поводженню чи покаранню, неприпустимість без вільної згоди людини піддання її медичним чи науковим дослідам (ст. 7);
- заборона рабства і работоргівлі в усіх їх видах та примусової праці (ст. 8);
- право кожного на свободу та особисту недоторканність (ст. 9);
- право осіб, позбавлених волі, на гуманне поводження і поважання гідності (ст. 10);
- право на вільне пересування і свобода вибору місця проживання (ст. 12).

### Закріплення уКонституції України
право на життя (ст.27); право на повагу гідності (ст.28); право на свободу та особисту недоторканність (ст.29); недоторканність житла (ст. 30); таємниця листування, телефонних розмов, телеграфної та іншої кореспонденції (ст.31); невтручання в особисте і сімейне життя (ст. 32); свобода пересування, вільний вибір місця проживання для тих, хто на законних підставах перебуває на території України, право вільно залишати територію України, за винятком обмежень, які встановлюються законом (ст.33).
Дані права надійно охороняються. Зокрема, в Конституції України зазначається, що кожному гарантується судовий захист права спростовувати недостовірну інформацію про себе і членів своєї сім'ї та права вимагати вилучення будь-якої інформації, а також право на відшкодування матеріальної і моральної шкоди, завданої збиранням, зберіганням, використанням та поширенням такої недостовірної інформації (ст. 34).

## Право людини на життя
Право людини на життя — це закріплена нормами міжнародно-правових актів та внутрішнього законодавства можливість певної поведінки людини, спрямованої на забезпечення недоторканності свого життя з боку інших осіб та свободи розпорядження ним.
Конституція України закріплює право на життя за допомогою заборони свавільного (незаконного) позбавлення життя. Верховна Рада України скасувала кримінальне покарання у вигляді смертної кари. Ніхто не може бути позбавлений життя навіть за рішенням державного органу. Другий важливий компонент закріплення права на життя — право людини на самозахист від протиправних посягань на життя і здоров'я;

## Право на повагу людської гідності
Це особисте право забезпечується встановленням заборон на протиправні дії, що посягають на людську гідність: катування, жорстоке, нелюдське таке, що принижує гідність, поводження або покарання, примусові медичні або наукові дослідження на людині;
Право на повагу до людської гідності встановлене ст. 28 Конституції України. Зазначене право не може бути обмежене навіть в умовах воєнного або надзвичайного стану.
Конституція України прямо забороняє:
- катування людини;
- жорстоке, нелюдське або таке, що принижує гідність поводження з людиною;
- застосування покарань, які є жорстокими, нелюдськими або такими, що принижують гідність людини;
- медичні, наукові чи інші досліди щодо людини без її вільної згоди. Наведена конституційна норма є відтворенням положень, які містяться у ст. 5 Загальної декларації прав людини, статтях 7 і 10 Міжнародного пакту про громадянські та політичні права, ст. З Європейської конвенції з прав людини.

## Право на свободу
Сутність права на свободу полягає в тому, що в Україні заборонені будь-які форми особистої залежності, а саме — рабство і подібні до нього інститути (боргова кабала і т.ін.).
Згідно з Міжнародним пактом від 16 грудня 1966 року стаття 9 закріплює:
1. Кожна людина має право на свободу та особисту недоторканість. Ніхто не може підлягати свавільному арешту або утриманню під вартою. Ніхто не повинен бути позбавлений свободи інакше як на такій основі і згідно з такою процедурою, які встановлені законом.
2. Кожному заарештованому повідомляються при арешті причини його арешту і в терміновому порядку повідомляється будь-яке пред'явлене йому обвинувачення.

Стаття VII Декларації прав людини та громадянина закріплює:

| Ніхто не може підлягати звинуваченню, затриманню або ув'язненню інакше, як у випадках, передбачених законом і в наказаних їм формах. Той, хто запитує, віддає, виконує або примушує виконувати основані на свавіллі накази, підлягає покаранню; але кожен громадянин, викликаний або затриманий на підставі закону, повинен безперечно коритись: у випадку опору він несе відповідальність. |

## Особиста недоторканність
Одним із фундаментальних прав є право на особисту недоторканність фізичної особи, закріплене у ст. 29 Конституції України, ст. 3 Загальної декларації прав людини (1948 р.), ст. 5 Конвенції про захист прав та основних свобод людини (1950 р.), ст. 9 Міжнародного пакту про громадянські і політичні права (1966 р.) та ст. 289 Цивільного кодексу України.
Право на особисту недоторканність фізичної особи є цивільним суб'єктивним особистим немайновим правом, яке спрямоване на забезпечення недоторканності фізичної (тілесної), психічної та моральної цілісності фізичної особи і передбачає можливість використовувати своє тіло та його частини у межах, що встановлені законодавством, надавати дозвіл чи забороняти втручання з боку інших осіб у процес формування власної душевної організації та системи моральних цінностей та засад, а також вимагати від усіх та кожного не порушувати цієї цілісності фізичної особи як єдиного біопсихосоціального організму та використовувати заходи захисту в разі такого порушення.
Особиста недоторканність включає в себе:
1. фізичну (тілесну, соматичну) недоторканність;
2. психічну недоторканність;
3. моральну недоторканність.

Стаття 29 Конституції України закріплює, ніхто не може бути заарештований або триматися під вартою інакше як за вмотивованим рішенням суду і тільки на підставах та в порядку, встановлених законом.
У разі нагальної необхідності запобігти злочинові чи його перепинити уповноважені на те законом органи можуть застосувати тримання особи під вартою як тимчасовий запобіжний захід, обґрунтованість якого протягом сімдесяти двох годин має бути перевірена судом. Затримана особа негайно звільняється, якщо протягом сімдесяти двох годин з моменту затримання їй не вручено вмотивованого рішення суду про тримання під вартою. Кожному заарештованому чи затриманому має бути невідкладно повідомлено про мотиви арешту чи затримання, роз'яснено його права та надано можливість з моменту затримання захищати себе особисто та користуватися правовою допомогою захисника. Кожний затриманий має право у будь-який час оскаржити в суді своє затримання.
У Статті 3 Загальної декларації прав людини (1948 р.) говориться, кожна людина має право на життя, свободу і на особисту недоторканність.
Стаття 5 про права на свободу та особисту недоторканність закріплює Конвенції про захист прав та основних свобод людини (1950 р.):
1. Кожен має право на свободу та особисту недоторканність. Нікого не може бути позбавлено свободи, крім таких випадків і відповідно до процедури, встановленої законом:
- законне ув'язнення особи після засудження її компетентним судом;
- законний арешт або затримання особи за невиконання законного припису суду або для забезпечення виконання будь-якого обов'язку, встановленого законом;
- законний арешт або затримання особи, здійснене з метою допровадження її до компетентного судового органу за наявності обґрунтованої підозри у вчиненні нею правопорушення або якщо обґрунтовано вважається необхідним запобігти вчиненню нею правопорушення чи її втечі після його вчинення;
- затримання неповнолітнього на підставі законного рішення з метою застосування наглядових заходів виховного характеру або законне затримання неповнолітнього з метою допровадження його до компетентного органу;
- законне затримання осіб для запобігання поширенню інфекційних захворювань, законне затримання психічнохворих, алкоголіків або наркоманів чи бродяг;
- законний арешт або затримання особи з метою запобігання її недозволеному в'їзду в країну чи особи, щодо якої провадиться процедура депортації або екстрадиції.

2. Кожен, кого заарештовано, має бути негайно поінформований зрозумілою для нього мовою про підстави його арешту і про будь-яке обвинувачення, висунуте проти нього.
3. Кожен, кого заарештовано або затримано згідно з положеннями підпункту «c» пункту 1 цієї статті, має негайно постати перед суддею чи іншою посадовою особою, якій закон надає право
здійснювати судову владу, і йому має бути забезпечено розгляд справи судом упродовж розумного строку або звільнення під час провадження. Таке звільнення може бути обумовлене гарантіями
з'явитися на судове засідання.
4. Кожен, кого позбавлено свободи внаслідок арешту або тримання під вартою, має право ініціювати провадження, в ході якого суд без зволікання встановлює законність затримання і приймає рішення про звільнення, якщо затримання є незаконним.
5. Кожен, хто є потерпілим від арешту або затримання, здійсненого всупереч положенням цієї статті, має забезпечене правовою санкцією право на відшкодування.

## Недоторканність житла
Житло — є продовженням людської особистості, важлива гарантія її свободи і недоторканності. Недарма склалася приказка: «Мій будинок — моя фортеця». Конституція України зазначає, що проникнення до житла, проведення в ньому огляду або обшуку можуть здійснюватися тільки за рішенням суду. Винятки з цього правила допускаються тільки для порятунку життя людей і майна (наприклад, у разі пожежі, стихійного лиха), а також з метою переслідування осіб, підозрюваних у вчиненні злочину.
Стаття 30 Конституції України закріплює, кожному гарантується недоторканність житла.
Не допускається проникнення до житла чи до іншого володіння особи, проведення в них огляду чи обшуку інакше як за вмотивованим рішенням суду.
У невідкладних випадках, пов'язаних із врятуванням життя людей та майна чи з безпосереднім переслідуванням осіб, які підозрюються у вчиненні злочину, можливий інший, встановлений законом, порядок проникнення до житла чи до іншого володіння особи, проведення в них огляду і обшуку.

## Право на свободу пересування і вільний вибір місця проживання
Свобода пересування, вільний вибір місця проживання, право на вільний в'їзд в Україну і виїзд з України. Це особисте право поширюється тільки на осіб, що перебувають в Україні на законних підставах. Іноземний громадянин чи підданий, що порушує закони України, може бути висланий за межі України. Такій особі може бути відмовлено в дозволі на в'їзд до України. У той же час громадянин України не може бути позбавлений права в будь-який час повернутися до України, не може бути висланий за межі України;
Свобода пересування і право на вибір місця проживання, вперше було передбачене статтями 13 і 14 Загальної декларації прав людини, згідно з якими кожна людина має право на свободу пересування і обрання собі місця проживання в межах кордонів кожної держави, право залишати будь-яку країну, включаючи також її власну, і повертатися до своєї країни, право шукати притулок від переслідувань (за винятком таких, які викликані вчиненням не-політичного злочину або діяннями, що суперечать цілям і принципам ООН) в інших країнах і користуватися цим притулком
Відповідно до ст. 33 Конституції України кожному, хто на законних підставах перебуває на території України, гарантується свобода пересування, вільний вибір місця проживання, право вільно залишати територію України, за винятком обмежень, які встановлюються законом. Громадянин України не може бути позбавлений права в будь-який час повернутися в Україну в інтересах національної або громадської безпеки, з метою підтримання громадського порядку, запобігання злочинам, для захисту здоров'я і моралі та прав і свобод інших людей. Згідно зі ст. 64 Конституції України та Закону України «Про надзвичайний стан» від 26 червня 1999 р., свобода пересування обмежується лише в умовах воєнних надзвичайних обставин і лише на території, на якій запроваджено надзвичайний стан.

## Право на свободу думки і совісті
Право на свободу думки і совісті передбачає свободу від будь-якого ідеологічного контролю. Людина сама вирішує, яким духовним цінностям їй надавати перевагу.
Стаття 34 Конституції України закріплює, що кожному гарантується право на свободу думки і слова, на вільне вираження своїх поглядів і переконань.
Кожен має право вільно збирати, зберігати, використовувати і поширювати інформацію усно, письмово або в інший спосіб — на свій вибір.
Здійснення цих прав може бути обмежене законом в інтересах національної безпеки, територіальної цілісності або громадського порядку з метою запобігання заворушенням чи злочинам, для охорони здоров'я населення, для захисту репутації або прав інших людей, для запобігання розголошенню інформації, одержаної конфіденційно, або для підтримання авторитету і неупередженості правосуддя.
Міжнародний Пакт про громадянські та політичні права Стаття 19 закріплює:
1. Кожна людина має право безперешкодно дотримуватись своїх поглядів.
2. Кожна людина має право на вільне висловлення своєї думки; це право включає свободу шукати, отримувати та поширювати всякого роду інформацію та ідеї, незалежно від державних кордонів, усно, письмово або за посередництвом друку або художніх форм вираження, або іншими способами за своїм вибором.

## Свобода світогляду і віросповідання
Це право включає свободу сповідувати будь-яку релігію або не сповідувати ніякої (бути атеїстом), правити релігійні культи і ритуальні обряди, здійснювати релігійну діяльність.
Стаття 35 Конституції України закріплює, кожен має право на свободу світогляду і віросповідання. Це право включає свободу сповідувати будь-яку релігію або не сповідувати ніякої, безперешкодно відправляти одноособово чи колективно релігійні культи і ритуальні обряди, вести релігійну діяльність.
Здійснення цього права може бути обмежене законом лише в інтересах охорони громадського порядку, здоров'я і моральності населення або захисту прав і свобод інших людей.
Церква і релігійні організації в Україні відокремлені від держави, а школа — від церкви. Жодна релігія не може бути визнана державою як обов'язкова.
Ніхто не може бути увільнений від своїх обов'язків перед державою або відмовитися від виконання законів за мотивами релігійних переконань. У разі якщо виконання військового обов'язку суперечить релігійним переконанням громадянина, виконання цього обов'язку має бути замінене альтернативною (невійськовою) службою.
Стаття 18 Міжнародного пакту про громадянські і політичні права говорить:
1. Кожна людина має право на свободу думки, совісті і релігії. Це право включає свободу мати чи приймати релігію або переконання на свій вибір і свободу сповідувати свою релігію та переконання як одноосібно, так і спільно з іншими, публічно чи приватно, у відправленні культу, виконанні релігійних і ритуальних обрядів та вчень.
2. Ніхто не повинен зазнавати примусу, що принижує його свободу мати чи приймати релігію або переконання на свій вибір.
3. Свобода сповідувати релігію або переконання підлягає лише обмеженням, які встановлено законом і які є необхідними для охорони суспільної безпеки, порядку, здоров'я і моралі, так само як і основних прав та свобод інших осіб.
4. Держави, які беруть участь у цьому Пакті, зобов'язуються поважати свободу батьків і у відповідних випадках законних опікунів забезпечувати релігійне і моральне виховання своїх дітей відповідно до своїх власних переконань.

Та Стаття 18 МПГПП закріплює, що кожна людина має право на свободу думки, совісті та релігії. Це право включає свободу мати або приймати релігію або переконання за своїм вибором і свободу віросповідувати свою релігію і переконання як одноособово, так і спільно з іншими, публічним або приватним порядком, у відправленні культу, виконанні релігійних та ритуальних звичаїв та вчень.
Свобода віросповідувати свою релігію чи переконання підлягає лише обмеженням, встановленим законом та необхідним для охорони суспільної безпеки, порядку, здоров'я та моралі, рівно як і основних прав і свобод інших осіб.
Стаття X Декларації прав людини та громадянина говорить, що ніхто не повинен бути притіснятися за свої погляди, навіть за релігійні, за умови, що їх вираження не порушує суспільний порядок, встановлений законом

## Таємниця листування, телефонних переговорів, телеграфної та іншої кореспонденції
Ця норма Конституції України теж є однією з гарантій свободи особи. Винятки (тобто ознайомлення з кореспонденцією посадових осіб держави) можуть бути встановлені тільки судом з метою запобігти злочину чи встановити істину під час розслідування кримінальної справи, якщо іншими засобами одержати інформацію неможливо;
Стаття 31 Конституції України говорить, що кожному гарантується таємниця листування, телефонних розмов, телеграфної та іншої кореспонденції. Винятки можуть бути встановлені лише судом у випадках, передбачених законом, з метою запобігти злочинові чи з'ясувати істину під час розслідування кримінальної справи, якщо іншими способами одержати інформацію неможливо.

## Невтручання в особисте і сімейне життя
Таємниця особистого і сімейного життя — ще одна грань свободи особи. Конституція України забороняє збирання, збереження, використання і поширення конфіденційної інформації про особу без її згоди, крім випадків, визначених законом, і тільки в інтересах національної безпеки, економічного добробуту і прав людини;
Стаття 32 Конституції України закріплює, що ніхто не може зазнавати втручання в його особисте і сімейне життя, крім випадків, передбачених Конституцією України.
Не допускається збирання, зберігання, використання та поширення конфіденційної інформації про особу без її згоди, крім випадків, визначених законом, і лише в інтересах національної безпеки, економічного добробуту та прав людини.
Кожний громадянин має право знайомитися в органах державної влади, органах місцевого самоврядування, установах і організаціях з відомостями про себе, які не є державною або іншою захищеною законом таємницею.
Кожному гарантується судовий захист права спростовувати недостовірну інформацію про себе і членів своєї сім'ї та права вимагати вилучення будь-якої інформації, а також право на відшкодування матеріальної і моральної шкоди, завданої збиранням, зберіганням, використанням та поширенням такої недостовірної інформації.

## Право на охорону здоров'я та медичну допомогу
Невід'ємне право кожної людини. Воно передбачає реалізацію широкого кола заходів згідно з основами, законодавства України про охорону здоров'я, зокрема щодо підвищення життєвого рівня, включаючи якість їжі, одягу, житла тощо; забезпечення медичного догляду і безпечності для життя і здоров'я навколишнього середовища; безпечних і здорових умов праці; кваліфікованої медико-санітарної допомоги, включаючи вільний вибір лікаря і закладу охорони здоров'я, правовий захист від будь-яких форм дискримінації, пов'язаних із станом здоров'я; відшкодування заподіяної здоров'ю шкоди та інші.

## Право на безпечне для життя і здоров'я довкілля
Фізична особа має право на безпечне для життя і здоров'я довкілля, право на достовірну інформацію про стан довкілля, про якість харчових продуктів і предметів побуту, а також право на її збирання та поширення; безпечні для неї продукти споживання (харчові продукти та предмети побуту); безпечні і здорові умови праці, проживання, навчання тощо.

## Право на достатній життєвий рівень
Забезпечення громадянам достатнього життєвого рівня для себе і своєї сім'ї, що включає достатнє харчування, одяг та житло.